# Vlag van Bogota

Vlag van Bogota

De vlag van Bogota bestaat uit twee even hoge horizontale banen in de kleuren geel (boven) en rood. De vlag is in gebruik sinds 9 oktober 1952.

Wapen van Bogota

De kleuren hebben beide symbolische betekenissen: het geel staat voor rechtvaardigheid, deugd en goedaardigheid; het rood symboliseert vrijheid, gezondheid en liefdadigheid.
De kleuren van de vlag zijn afgeleid van vlaggen die in 1810 tijdens een opstand tegen de Spanjaarden gebruikt werden.
De kleuren rood en geel (goud) komen ook terug in het wapen van Bogota. Keizer Karel V verleende het wapen op 3 december 1548 aan de stad, tien jaar na de stichting. Het wapen bestaat uit een gouden schild met een brede blauwe rand. In het midden van het schild staat een zwarte gekroonde adelaar die in elke klauw een rode granaatappel houdt. De blauwe rand is gevuld met negen gouden granaatappels.